# Вишеградски уговор
Вишеградски уговор је историографски назив за политички споразум између Дубровачке републике и Краљевине Угарске, који је озваничен повељом угарског краља Лајоша I од 27. маја 1358. године. Повеља је издата у угарском граду Вишеграду, по чему се и споразум назива вишеградским.
До склапања споразума између Угарске и Дубровника дошло је недуго након закључења Задарског мира, који је 18. фебруара 1358. године склопљен између Угарске и Млетачке републике. По слову тог мировног уговора, Млечани су се у корист Угарске одрекли свих поседа на источној обали Јадранског мора, од Кварнера до Драча. Тиме је уједно престала и дотадашња млетачка врховна власт над Дубровачком републиком, која је потом прешла под окриље угарске круне. Ради регулисања политичких односа између Дубровника и Угарске склопљен је споразум у Вишеграду. Пошто је угарски краљ носио и тутулу краља Далмације, уговором је дефинисано да Дубровчка република, која се налазила у историјској Далмацији, долази под окриље угарске круне управо као део Далмације (лат. civitatem Ragusii in regno nostro Dalmacie), а не Хрватске. Угарска је уговором гарантовала заштиту и повлашћени положај Дубровачке републике, као и самосталан унутрашњи развој, док је Дубровник са своје стране према Угарској морао испуњавати обавезе које је до тада имао према Млетачкој републици. Односи утврђени овим уговором били су веома повољни по Дубровачку републику, која је  добила готово потпуну слободу у вођењу сопствене политике.